# فلورا، شهر
فلورا (به لاتین: Florø) یک شهرک در نروژ است که در سون اوگ فوردان واقع شده‌است.

## خصوصیات
فلورا ۶٫۰۵ کیلومترمربع مساحت و ۸٬۶۷۷ نفر جمعیت دارد و ۵ متر بالاتر از سطح دریا واقع شده‌است.